# 蒼空高き甲子園
「蒼空高き甲子園」（あおぞらたかきこうしえん）は、1931年（昭和6年）の第8回選抜中等学校野球大会開催に当たって制定された初代大会歌の通称である。正式名称は「全国選抜中等学校野球大会の歌」。
作詞：谷譲次（長谷川海太郎）、作曲：陸軍戸山学校軍楽隊。

## 概要
兵庫県西宮市の阪神甲子園球場で開催される選抜高等学校野球大会では開会式の入場行進において毎年異なる楽曲が演奏されるが、1931年（昭和6年）の第8回選抜中等学校野球大会において初の大会歌として主催者の大阪毎日新聞（大毎、現在の毎日新聞大阪本社）が選定したのが本曲である。作詞者の「谷譲次」はアメリカ通として有名だった時代小説作家の長谷川海太郎が用いたペンネームの一つで、作曲者は「陸軍戸山学校軍楽隊」名義だが個人は特定されていない。
選定後にポリドールが陸軍戸山学校合唱団の歌唱を吹き込んだSP盤を製造した。ところが開会式での演奏後、対英米関係の悪化が進行していた時局もあり歌詞中の「オール日本」「ヤング日本」など英語を含んだ表現が軍の上層部から「敵性語の使用は好ましからざる」と槍玉に挙げられる。そのため「今大会以降の使用は見合わすこと」として、1回限りで演奏が取りやめとなってしまった。
そうした経緯により、翌1932年（昭和7年）の第9回大会では大毎と東京日日新聞（東日、現在の毎日新聞東京本社）が合同で選定した軍歌「爆弾三勇士の歌」が行進曲に選定されている。初代大会歌の即時廃止から3年後となる1934年（昭和9年）の第11回大会より大毎学芸部長の薄田泣菫が作詞、初代と同じく陸軍戸山学校軍楽隊の作曲で2代目の「全国選抜中等学校野球大会歌」（通称「陽は舞いおどる甲子園」）が制定され、1992年（平成4年）の第64回大会まで使用された。
選定時にポリドールが製造したSP盤は、1989年（平成元年）にダイセル化学工業が発売した『日本の流行歌史大系』の「ポリドール編-戦前1」でトラック10に収録されている。

## 歌詞
本楽曲は歌詞・旋律のいずれも著作権の保護期間を満了し、パブリックドメインとなっている。
3年後に作られた2代目大会歌の「陽は舞いおどる甲子園」と同じ陸軍戸山学校軍楽隊の作曲ながら、旋律は異なっている。一方で「ラ、大毎! ラ、大会、ラ、ララ、ラァ!」の部分は2代目にも引き継がれた。